# Weekend aan zee
Weekend aan zee is de Vlaamse debuutlangspeelfilm van Ilse Somers uit 2012. In deze romantische komedie worden vier vrouwen gevolgd die samen een weekeinde aan zee doormaken.
Het weekendje is, voor de laatste maal, een reünie van An, Dorien, Elke en Karen, vier vriendinnen die al sinds hun tienertijd steeds in hetzelfde huis, de Villa Sans Soucis aan de Oostendse Oosteroever, hun zomervakanties aan zee doorbrachten. De regel geen mannen mee te brengen wordt evenwel doorbroken.
De film, waarvan de opnames van 24 juli tot eind augustus 2011 op locatie in Oostende plaatsvonden, verscheen in de Faits Divers-reeks van VTM waar de commerciële zender met de steun van het Vlaams Audiovisueel Fonds jonge of debuterende filmmakers een film laat realiseren. In die reeks verschenen eerder al successen als Aanrijding in Moscou, de SM-rechter, De Hel van Tanger en Verlengd weekend.

## Rolverdeling
| Acteur            | Personage   |
| ----------------- | ----------- |
| Maaike Neuville   | Elke        |
| Marieke Dilles    | Karen       |
| Eline Kuppens     | An          |
| Ellen Schoeters   | Dorien      |
| Michael Pas       | Walter      |
| Stefaan Degand    | Frederique  |
| Matteo Simoni     | Peter       |
| Kevin Janssens    | Kevin       |
| Thomas Ryckewaert | Ian         |
| Peter Bastiaensen |             |
| Ingrid De Vos     | Mariette    |
| Gunther Lesage    | visverkoper |